# Гупсітас 6
Гупсітас 6 (англ. Houpsitas 6) — індіанська резервація в Канаді, у провінції Британська Колумбія, у межах регіонального округу Страткона.

## Населення
За даними перепису 2016 року, індіанська резервація нараховувала 181 особу, показавши скорочення на 0,5%, порівняно з 2011-м роком. Середня густина населення становила 1 337,8 осіб/км².
З офіційних мов обидвома одночасно не володів жоден з жителів, тільки англійською — 185. Усього 20 осіб вважали рідною мовою не одну з офіційних, з них усі — одну з корінних мов.
Працездатне населення становило 50% усього населення, рівень безробіття — 30,8%.

## Клімат
Середня річна температура становить 9°C, середня максимальна – 17,7°C, а середня мінімальна – 0,5°C. Середня річна кількість опадів – 3 339 мм.
| Клімат поселення                              | Клімат поселення | Клімат поселення | Клімат поселення | Клімат поселення | Клімат поселення | Клімат поселення | Клімат поселення | Клімат поселення | Клімат поселення | Клімат поселення | Клімат поселення | Клімат поселення | Клімат поселення |
| Показник                                      | Січ.             | Лют.             | Бер.             | Квіт.            | Трав.            | Черв.            | Лип.             | Серп.            | Вер.             | Жовт.            | Лист.            | Груд.            |                  |
| Середній максимум, °C                         | 7,63             | 8,55             | 9,28             | 10,97            | 13,48            | 15,90            | 17,20            | 17,71            | 15,77            | 11,96            | 8,38             | 6,49             |                  |
| Середня температура, °C                       | 4,07             | 4,98             | 5,70             | 7,39             | 9,90             | 12,32            | 14,90            | 15,42            | 13,48            | 9,64             | 6,07             | 4,16             |                  |
| Середній мінімум, °C                          | 0,50             | 1,40             | 2,13             | 3,83             | 6,34             | 8,75             | 12,60            | 13,11            | 11,18            | 7,34             | 3,75             | 1,86             |                  |
| Норма опадів, мм                              | 473              | 324              | 310              | 249              | 157              | 115              | 70               | 102              | 145              | 394              | 527              | 473              |                  |
| Середньомісячна швидкість вітру, м/с          | 5.92             | 5.47             | 4.99             | 4.64             | 4.22             | 3.95             | 3.73             | 3.50             | 3.70             | 4.73             | 5.65             | 5.79             |                  |
| Середньомісячна сонячна радіація, кДж/м²·день | 2846             | 5499             | 9360             | 13843            | 17735            | 18988            | 19334            | 16562            | 12110            | 6604             | 3283             | 2241             |                  |
| --------------------------------------------- | ---------------- | ---------------- | ---------------- | ---------------- | ---------------- | ---------------- | ---------------- | ---------------- | ---------------- | ---------------- | ---------------- | ---------------- | ---------------- |
| Джерело:                                      |                  |                  |                  |                  |                  |                  |                  |                  |                  |                  |                  |                  |                  |